# Coin of the Year Award
Der Coin of the Year Award (COTY) ist ein von der US-amerikanischen Verlagsgruppe Krause Publications begründeter und jährlich durchgeführter Wettbewerb für die münzproduzierende Industrie. In verschiedenen Kategorien wählt eine Jury die besten Münzen eines früheren Prägejahrgangs. Zum ersten Mal fand die COTY-Verleihung 1984 statt, als Münzen aus dem Jahr 1982 bewertet wurden. Eine Jury wählt zehn Münzen für jede der zehn Kategorien aus. Diese Nominierten werden anschließend von einer internationalen Jury begutachtet, die sich aus Numismatikern, Journalisten, Autoren, Münzgestaltern sowie Mitarbeitern von Münzstätten, Banken und Museen zusammensetzt. In der ersten Abstimmungsrunde werden die Kategoriesieger gekürt, in der zweiten Runde die Münze des Jahres aus den Kategoriesiegern.

## Liste der Ehrungen (1. Plätze)

### 2016 (Münzen aus dem Prägejahr 2014)
| Kategorie                                                                        | Nominal und Material                      | Ausführendes Unternehmen, ausgebendes Land   | Thema                               | Vorderseite | Rückseite |
| -------------------------------------------------------------------------------- | ----------------------------------------- | -------------------------------------------- | ----------------------------------- | ----------- | --------- |
| Best Contemporary Event Coin (Beste Münze zu einem zeitgeschichtlichen Ereignis) | 5 Euro, Silber                            | Koninklijke Nederlandse Munt N. V., Lettland | 25 Jahre Baltic Way                 |             |           |
| Best Crown Coin (Beste Crown-Münze)                                              | 20 Dollar, Silber                         | Royal Canadian Mint, Kanada                  | Ahornbaum Überdachung               |             |           |
| Best Gold Coin (Beste Goldmünze)                                                 | 5 Dollar, Gold                            | United States Mint, USA                      | National Baseball Hall of Fame      |             |           |
| Best Silver Coin (Beste Silbermünze)                                             | 20 Euro, Silber                           | Münze Österreich, Österreich                 | 25 Jahre Fall des eisernen Vorhangs |             |           |
| Bi-Metallic Coin (Beste Bi-Metall-Münze)                                         | 25 Euro, Silber-Niob                      | Münze Österreich, Österreich                 | Evolution                           |             |           |
| Best Circulating Coin (Beste Umlaufmünze)                                        | 2 Pfund, Kupfer-Nickel und Nickel-Messing | Royal Mint, Großbritannien                   | 100. Jahre Erster Weltkrieg         |             |           |
| Most Artistic Coin (Künstlerischste Münze)                                       | 50 Euro, Gold                             | Münze Österreich, Österreich                 | Gustav Klimt – Judith II            |             |           |
| Most Historically Significant Coin (Historisch bedeutsamste Münze)               | 10 Euro, Silber/Kupfer-Nickel             | Hamburgische Münze, Deutschland              | 300 Jahre Fahrenheitskala           |             |           |
| Most Innovative Coin (Innovativste Münze)                                        | 1/2 Dollar, Vernickeltes Kupfer           | United States Mint, USA                      | National Baseball Hall of Fame      |             |           |
| Most Inspirational Coin (Inspirierendste Münze)                                  | 10 Złotych, Silber                        | Mint of Poland PLC, Polen                    | 100. Geburtstag von Jan Karski      |             |           |
| Coin of the Year (Münze des Jahres) (wird noch gewählt)                          | 1/2 Dollar, Vernickeltes Kupfer           | United States Mint, USA                      | National Baseball Hall of Fame      |             |           |

### 2015 (Münzen aus dem Prägejahr 2013)
| Kategorie                                                                        | Nominal und Material         | Ausführendes Unternehmen, ausgebendes Land | Thema                              | Vorderseite | Rückseite |
| -------------------------------------------------------------------------------- | ---------------------------- | ------------------------------------------ | ---------------------------------- | ----------- | --------- |
| Best Contemporary Event Coin (Beste Münze zu einem zeitgeschichtlichen Ereignis) | 1 Rubel, Kupfer-Nickel       | Mint of Poland, Weißrussland               | 90 Jahre BPS-Sparkassenbank        |             |           |
| Best Crown Coin (Beste Crown-Münze)                                              | 10 Euro, Silber              | Mayer Mint GmbH, Irland                    | James Joyce                        |             |           |
| Best Gold Coin (Beste Goldmünze)                                                 | 50 Euro, Gold                | Münze Österreich, Österreich               | Klimt und seine Frauen             |             |           |
| Best Silver Coin (Beste Silbermünze)                                             | 1 Lats, Silber               | Bank of Latvia, Lettland                   | 200. Geburtstag von Richard Wagner |             |           |
| Bi-Metallic Coin (Beste Bi-Metall-Münze)                                         | 25 Euro, Silber-Niob         | Münze Österreich, Österreich               | Tunnelbau                          |             |           |
| Best Circulating Coin (Beste Umlaufmünze)                                        | 25 Cent, Kupfer-Nickel       | United States Mint, USA                    | Mount Rushmore National Memorial   |             |           |
| Most Artistic Coin (Künstlerischste Münze)                                       | 100 Euro, Gold               | Münze Österreich, Österreich               | Der Rothirsch                      |             |           |
| Most Historically Significant Coin (Historisch bedeutsamste Münze)               | 5 Euro, Silber               | KNM, Niederlande                           | 300 Jahre Frieden von Utrecht      |             |           |
| Most Innovative Coin (Innovativste Münze)                                        | 500 Togrog, Silber-vergoldet | CIT Coin Invest Trust, Mongolei            | Wolf                               |             |           |
| Most Inspirational Coin (Inspirierendste Münze)                                  | 3 Dollars, Silber            | Royal Canadian Mint, Kanada                | Angeln/Fischen                     |             |           |
| Coin of the Year (Münze des Jahres)                                              | 50 Euro, Gold                | Münze Österreich, Österreich               | Klimt und seine Frauen             |             |           |

### 2014 (Münzen aus dem Prägejahr 2012)
| Kategorie                                                                        | Nominal und Material             | Ausführendes Unternehmen, ausgebendes Land        | Thema                               | Vorderseite | Rückseite |
| -------------------------------------------------------------------------------- | -------------------------------- | ------------------------------------------------- | ----------------------------------- | ----------- | --------- |
| Best Contemporary Event Coin (Beste Münze zu einem zeitgeschichtlichen Ereignis) | 10 Pfund, Silber                 | Royal Mint, Großbritannien                        | Olympische Spiele London 2012       |             |           |
| Best Crown Coin (Beste Crown-Münze)                                              | 5 Dollar, Silber                 | Royal Australian Mint, Australien                 | Kreuz des Südens                    |             |           |
| Best Gold Coin (Beste Goldmünze)                                                 | 20 Euro, Gold                    | Istituto Poligrafico e Zecca dello Stato, Italien | Flora in der Kunst: Mittelalter     |             |           |
| Best Silver Coin (Beste Silbermünze)                                             | 10 Euro, Silber                  | Monnaie de Paris, Frankreich                      | Ozeandampfer                        |             |           |
| Bi-Metallic Coin (Beste Bi-Metall-Münze)                                         | 50 Euro, Silber-Gold             | Mint of Finland, Finnland                         | Helsinki-Welt Design Hauptstadt     |             |           |
| Best Circulating Coin (Beste Umlaufmünze)                                        | 1 Dollar, Aluminium-Bronze       | Royal Australian Mint, Kanada                     | Australisches Jahr der Farmer       |             |           |
| Most Artistic Coin (Künstlerischste Münze)                                       | 10 Euro, Silber                  | Monnaie de Paris, Frankreich                      | Yves Klein                          |             |           |
| Most Historically Significant Coin (Historisch bedeutsamste Münze)               | 10 Euro, Silber                  | Griechische Münzstätte, Griechenland              | Griechische Kultur: Sokrates        |             |           |
| Most Innovative Coin (Innovativste Münze)                                        | 25 Cent, Stahl mit Nickelüberzug | Royal Canadian Mint, Kanada                       | Dinosaurierskelett (fluoreszierend) |             |           |
| Most Inspirational Coin (Inspirierendste Münze)                                  | 5 Pfund, Kupfer-Nickel           | Royal Mint, Alderney                              | Remembrance Day                     |             |           |
| Coin of the Year (Münze des Jahres)                                              | 10 Euro, Silber                  | Monnaie de Paris, Frankreich                      | Yves Klein                          |             |           |

### 2013 (Münzen aus dem Prägejahr 2011)
| Kategorie                                                                        | Nominal und Material   | Ausführendes Unternehmen, ausgebendes Land | Thema                                                             | Vorderseite | Rückseite |
| -------------------------------------------------------------------------------- | ---------------------- | ------------------------------------------ | ----------------------------------------------------------------- | ----------- | --------- |
| Best Contemporary Event Coin (Beste Münze zu einem zeitgeschichtlichen Ereignis) | 25 Euro, Silber        | Münze Österreich, Österreich               | Robotik                                                           |             |           |
| Best Crown Coin (Beste Crown-Münze)                                              | 10 Euro, Silber        | Monnaie de Paris, Frankreich               | Von Chlodwig I. zur Republik – 1500 Jahre französische Geschichte |             |           |
| Best Gold Coin (Beste Goldmünze)                                                 | 50 Rand, Gold          | South African Mint, Südafrika              | Familien in der Natur: Erdmännchen                                |             |           |
| Best Silver Coin (Beste Silbermünze)                                             | 20 Dollar, Silber      | Royal Canadian Mint, Kanada                | Kanu                                                              |             |           |
| Best Trade Coin (Beste Handelsmünze)                                             | 1 Litas, Kupfer-Nickel | Staatliche Münzstätte Litauen, Litauen     | Basketball                                                        |             |           |
| Most Artistic Coin (Künstlerischste Münze)                                       | 1 Lats, Silber         | Suomen Rahapaja, Lettland                  | Alexandrs Caks, Nebel befeuchtet eine Fensterscheibe              |             |           |
| Most Historically Significant Coin (Historisch bedeutsamste Münze)               | 10 Som, Silber         | Kirgisische Republik                       | Seidenstraße                                                      |             |           |
| Most Innovative Coin (Innovativste Münze)                                        | 5 Euro, Silber         | Koninklijke Nederlandse Munt, Niederlande  | 100 Jahre Niederländische Münzstätte (mit QR Code)                |             |           |
| Most Inspirational Coin (Inspirierendste Münze)                                  | 10 Zloty, Silber       | Mennica Polska, Polen                      | 100 Jahre Gesellschaft zum Schutz der Blinden                     |             |           |
| Most Popular Coin (Beliebteste Münze)                                            | 500 Togrog, Silber     | Coin Invest Trust, Mongolei                | Habichtskauz                                                      |             |           |
| Coin of the Year (Münze des Jahres)                                              | 5 Euro, Silber         | Koninklijke Nederlandse Munt, Niederlande  | 100 Jahre Niederländische Münzstätte (mit QR Code)                |             |           |

### 2012 (Münzen aus dem Prägejahr 2010)
| Kategorie                                                                        | Nominal und Material     | Ausführendes Unternehmen, ausgebendes Land           | Thema                                                | Vorderseite | Rückseite |
| -------------------------------------------------------------------------------- | ------------------------ | ---------------------------------------------------- | ---------------------------------------------------- | ----------- | --------- |
| Best Contemporary Event Coin (Beste Münze zu einem zeitgeschichtlichen Ereignis) | 10 Euro, Silber          | Staatliche Münze Berlin, Deutschland                 | Einheit                                              |             |           |
| Best Crown Coin (Beste Crown-Münze)                                              | 5 Diner, Silber          | Andorra                                              | Braunbär                                             |             |           |
| Best Gold Coin (Beste Goldmünze)                                                 | 100 Pfund, Gold          | Royal Mint, Großbritannien                           | Olympiaserie: Neptun (Faster series)                 |             |           |
| Best Silver Coin (Beste Silbermünze)                                             | 10 Euro, Silber          | Münze Österreich, Österreich                         | Der Erzberg in der Steiermark                        |             |           |
| Best Trade Coin (Beste Handelsmünze)                                             | 2 Euro, Bimetall         | Istituto Poligrafico e Zecca dello Stato, San Marino | 500. Geburtstag von Sandro Botticelli                |             |           |
| Most Artistic Coin (Künstlerischste Münze)                                       | 2 Neue Schekel, Silber   | Israel Coins and Medals Corp., Israel                | Jonas im Wal                                         |             |           |
| Most Historically Significant Coin (Historisch bedeutsamste Münze)               | 100 Dollar, Gold         | Royal Canadian Mint, Kanada                          | 400. Jahrestag der Gründung der Hudson’s Bay Company |             |           |
| Most Innovative Coin (Innovativste Münze)                                        | 1.500 Francs CFA, Silber | Coin Invest Trust, Elfenbeinküste                    | Mekka-Qibla-Kompass                                  |             |           |
| Most Inspirational Coin (Inspirierendste Münze)                                  | 20 Euro, Silber          | Suomen Rahapaja, Finnland                            | Kinder und Kreativität                               |             |           |
| Most Popular Coin (Beliebteste Münze)                                            | 1,5 Euro, Silber         | Münze Österreich, Österreich                         | Wiener Philharmoniker                                |             |           |
| People’s Choice (Publikumswahl)                                                  | 5.000 Forint, Silber     | Magyar Pénzverő Zrt., Ungarn                         | Orseg Nationalpark, Serie: Welterbestätten in Ungarn |             |           |
| Coin of the Year (Münze des Jahres)                                              | 2 Neue Schekel, Silber   | Israel Coins and Medals Corp., Israel                | Jonas im Wal                                         |             |           |

### 2011 (Münzen aus dem Prägejahr 2009)
| Kategorie                                                                        | Nominal und Material     | Ausführendes Unternehmen, ausgebendes Land             | Thema                                          | Vorderseite | Rückseite |
| -------------------------------------------------------------------------------- | ------------------------ | ------------------------------------------------------ | ---------------------------------------------- | ----------- | --------- |
| Best Contemporary Event Coin (Beste Münze zu einem zeitgeschichtlichen Ereignis) | 10 Euro, Silber          | Monnaie de Paris, Frankreich                           | Fall der Berliner Mauer                        |             |           |
| Best Crown Coin (Beste Crown-Münze)                                              | 20 Euro, Silber          | Suomen Rahapaja, Finnland                              | Frieden und Sicherheit                         |             |           |
| Best Gold Coin (Beste Goldmünze)                                                 | 100 Rand, Gold           | South African Mint, Südafrika                          | Breitmaulnashorn                               |             |           |
| Best Silver Coin (Beste Silbermünze)                                             | 20 Dollar, Silber        | Royal Canadian Mint, Kanada                            | Kristallschneeflocke                           |             |           |
| Best Trade Coin (Beste Handelsmünze)                                             | 2 Euro, Bimetall         | Mincovna Kremnica, Slowakei                            | Erstes Jahr der Euroausgabe                    |             |           |
| Most Artistic Coin (Beste künstlerische Münze)                                   | 300 Dollar, Gold         | Royal Canadian Mint, Kanada                            | Sommermondmaske der amerikanischen Ureinwohner |             |           |
| Most Historically Significant Coin (Historisch bedeutsamste Münze)               | 100 Tenge, Silber        | Kasachstan                                             | Attila der Hunne                               |             |           |
| Most Innovative Coin (Innovativste Münze)                                        | 2 Pfund, Silber–Kristall | Pobjoy Mint, Britisches Territorium im Indischen Ozean | Leben der Meeresschildkröte                    |             |           |
| Most Inspirational Coin (Inspirierendste Münze)                                  | 10 Zloty, Silber         | Mennica Polska, Polen                                  | Polnischer Untergrund im Zweiten Weltkrieg     |             |           |
| Most Popular Coin (Beliebteste Münze)                                            | 10 Euro, Silber          | Münze Österreich, Österreich                           | Der Wiener Basilisk                            |             |           |
| People’s Choice (Publikumswahl)                                                  | 5.000 Forint, Silber     | Magyar Pénzverő Zrt., Ungarn                           | Welterbestätten in Ungarn: Budapest            |             |           |
| Coin of the Year (Münze des Jahres)                                              | 100 Rand, Gold           | South African Mint, Südafrika                          | Breitmaulnashorn                               |             |           |

### 2010 (Münzen aus dem Prägejahr 2008)
| Kategorie                                                                        | Nominal und Material    | Ausführendes Unternehmen, ausgebendes Land                   | Thema                              | Vorderseite | Rückseite |
| -------------------------------------------------------------------------------- | ----------------------- | ------------------------------------------------------------ | ---------------------------------- | ----------- | --------- |
| Best Contemporary Event Coin (Beste Münze zu einem zeitgeschichtlichen Ereignis) | 10 Neue Schekel, Silber | Israel Coins and Medals Corp., Israel                        | 60. Jahrestag der Gründung Israels |             |           |
| Best Crown Coin (Beste Crown-Münze)                                              | 10 Euro, Silber         | Münze Österreich, Österreich                                 | Abtei Klosterneuberg               |             |           |
| Best Gold Coin (Beste Goldmünze)                                                 | 20 Lats, Gold           | Münze Österreich, Lettland                                   | Lettlands Münzen                   |             |           |
| Best Silver Coin (Beste Silbermünze)                                             | 10 Euro, Silber         | Staatliche Münzen Baden-Württemberg (Karlsruhe), Deutschland | Franz Kafka                        |             |           |
| Best Trade Coin (Beste Handelsmünze)                                             | 2 Euro, Bimetall        | Suomen Rahapaja, Zypern                                      | Antikes figürliches Kreuz          |             |           |
| Most Artistic Coin (Beste künstlerische Münze)                                   | 200 Zloty, Gold         | Mennica Polska, Polen                                        | Aufstand im Warschauer Ghetto      |             |           |
| Most Historically Significant Coin (Historisch bedeutsamste Münze)               | 100 Tenge, Silber       | Kasachstan                                                   | Dschingis Khan                     |             |           |
| Most Innovative Coin (Innovativste Münze)                                        | 25 Euro, Silber–Niobium | Münze Österreich, Österreich                                 | Faszination Licht                  |             |           |
| Most Inspirational Coin (Inspirierendste Münze)                                  | 2.500 Dollar, Gold      | Royal Canadian Mint, Kanada                                  | Auf dem Weg zur Föderation         |             |           |
| Most Popular Coin (Beliebteste Münze)                                            | 1 Dollar, Silber        | US Mint, Vereinigte Staaten von Amerika                      | Amerikanischer Adler               |             |           |
| People’s Choice (Publikumswahl)                                                  | 5.000 Forint, Silber    | Magyar Pénzverő Zrt., Ungarn                                 | Weinregion Tokaj                   |             |           |
| Coin of the Year (Münze des Jahres)                                              | 20 Lats, Gold           | Münze Österreich, Lettland                                   | Lettlands Münzen                   |             |           |

### 2009 (Münzen aus dem Prägejahr 2007)
| Kategorie                                                                        | Nominal und Material                   | Ausführendes Unternehmen, ausgebendes Land        | Thema                                                                    | Vorderseite | Rückseite |
| -------------------------------------------------------------------------------- | -------------------------------------- | ------------------------------------------------- | ------------------------------------------------------------------------ | ----------- | --------- |
| Best Contemporary Event Coin (Beste Münze zu einem zeitgeschichtlichen Ereignis) | 1 Dollar, Silber                       | US Mint, Vereinigte Staaten von Amerika           | Aufhebung der Rassentrennung an der Little Rock Central High School 1957 |             |           |
| Best Crown Coin (Beste Crown-Münze)                                              | 20 Rubel, Silber                       | Lettische Münzstätte, Weißrussland                | Butterwoche                                                              |             |           |
| Best Gold Coin (Beste Goldmünze)                                                 | 1.000 Kronen, Gold                     | Dänemark                                          | Eisbär                                                                   |             |           |
| Best Silver Coin (Beste Silbermünze)                                             | 500 Togrog, Silber                     | Coin Invest Trust, Mongolei                       | Schutz der Wildtiere: Vielfraß                                           |             |           |
| Best Trade Coin (Beste Handelsmünze)                                             | 2 Euro, Bimetall                       | Istituto Poligrafico e Zecca dello Stato, Italien | Raffaels Dante Alighieri                                                 |             |           |
| Most Artistic Coin (Beste künstlerische Münze)                                   | 10 Euro, Silber                        | Münze Österreich, Österreich                      | Kloster Melk                                                             |             |           |
| Most Historically Significant Coin (Historisch bedeutsamste Münze)               | 1 Dollar, Silber                       | US Mint, Vereinigte Staaten von Amerika           | Gründung von Jamestown 1607                                              |             |           |
| Most Innovative Coin (Innovativste Münze)                                        | 50 Dollar, Silber                      | Pobjoy Mint, Britische Jungferninseln             | 100. Jahrestag der ersten Farbfotografie                                 |             |           |
| Most Inspirational Coin (Inspirierendste Münze)                                  | 1.000 Rubel, Silber                    | Moskauer Münzstätte, Weißrussland                 | Heilige Euphrosyne von Polazk                                            |             |           |
| Most Popular Coin (Beliebteste Münze)                                            | 1 Dollar, Kupfer, Zink, Mangan, Nickel | US Mint, Vereinigte Staaten von Amerika           | George Washington                                                        |             |           |
| People’s Choice (Publikumswahl)                                                  | 5.000 Forint, Silber                   | Magyar Pénzverő Zrt., Ungarn                      | Burg Gyula                                                               |             |           |
| Coin of the Year (Münze des Jahres)                                              | 500 Togrog, Silber                     | Coin Invest Trust, Mongolei                       | Schutz der Wildtiere: Vielfraß                                           |             |           |

### 2008 (Münzen aus dem Prägejahr 2006)
| Kategorie                                                                        | Nominal und Material                       | Ausführendes Unternehmen, ausgebendes Land | Thema                                                                        | Vorderseite | Rückseite |
| -------------------------------------------------------------------------------- | ------------------------------------------ | ------------------------------------------ | ---------------------------------------------------------------------------- | ----------- | --------- |
| Best Contemporary Event Coin (Beste Münze zu einem zeitgeschichtlichen Ereignis) | 1 Lats, Silber                             | Lettland                                   | Unabhängigkeit Lettlands, 1918                                               |             |           |
| Best Crown Coin (Beste Crown-Münze)                                              | 10 Euro, Gold                              | Monnaie de Paris, Frankreich               | Jules Verne, Fünf Wochen im Ballon                                           |             |           |
| Best Gold Coin (Beste Goldmünze)                                                 | 100 Euro, Gold                             | Münze Österreich, Österreich               | Wienflussportal                                                              |             |           |
| Best Silver Coin (Beste Silbermünze)                                             | 1.000 Yen, Silber                          | Japan Mint, Japan                          | 50. Jahrestag des UN-Beitritts Japans                                        |             |           |
| Best Trade Coin (Beste Handelsmünze)                                             | 50 Cent, beschichtet                       | US Mint, Vereinigte Staaten von Amerika    | Silberstaat Nevada                                                           |             |           |
| Most Artistic Coin (Beste künstlerische Münze)                                   | 10 Kronen, Silber                          | Dänemark                                   | Hans Christian Andersens Schneekönigin                                       |             |           |
| Most Historically Significant Coin (Historisch bedeutsamste Münze)               | 1 Dollar, Silber                           | US Mint, Vereinigte Staaten von Amerika    | Benjamin Franklin, verdienter Politiker                                      |             |           |
| Most Innovative Coin (Innovativste Münze)                                        | 50 Dollar, Palladium (Set aus vier Münzen) | Royal Canadian Mint, Kanada                | Die Sternbilder Großer Bär und Kleiner Bär im Wechsel der Jahreszeiten       |             |           |
| Most Inspirational Coin (Inspirierendste Münze)                                  | 5 Dollar, Silber                           | Royal Canadian Mint, Kanada                | Eine Welt ohne Brustkrebs                                                    |             |           |
| Most Inspirational Coin (Inspirierendste Münze)                                  | 5 Euro, Gold                               | Suomen Rahapaja, Finnland                  | 150. Jahrestag der Demilitarisierung der Aland-Inseln                        |             |           |
| Most Popular Coin (Beliebteste Münze)                                            | 25 Cent, beschichtet                       | US Mint, Vereinigte Staaten von Amerika    | Silberstaat Nevada                                                           |             |           |
| People’s Choice (Publikumswahl)                                                  | 50 Forint, Kupfer–Nickel                   | Magyar Pénzverő Zrt., Ungarn               | 50. Jahrestag des ungarischen Volksaufstands gegen die sowjetische Besatzung |             |           |
| Coin of the Year (Münze des Jahres)                                              | 50 Dollar, Palladium (Set aus vier Münzen) | Royal Canadian Mint, Kanada                | Die Sternbilder Großer Bär und Kleiner Bär im Wechsel der Jahreszeiten       |             |           |

### 2007 (Münzen aus dem Prägejahr 2005)
| Kategorie                                                                        | Nominal und Material   | Ausführendes Unternehmen, ausgebendes Land           | Thema                                                    | Vorderseite | Rückseite |
| -------------------------------------------------------------------------------- | ---------------------- | ---------------------------------------------------- | -------------------------------------------------------- | ----------- | --------- |
| Best Contemporary Event Coin (Beste Münze zu einem zeitgeschichtlichen Ereignis) | 1 Dollar, Silber       | Royal Australian Mint, Australien                    | Ende des Zweiten Weltkriegs, „Dancing Man“               |             |           |
| Best Crown Coin (Beste Crown-Münze)                                              | 1 Dollar, Silber       | US Mint, Vereinigte Staaten von Amerika              | US-Marine-Corps                                          |             |           |
| Best Gold Coin (Beste Goldmünze)                                                 | 100 Euro, Gold         | Von allen deutschen Münzstätten geprägt, Deutschland | Fußballweltmeisterschaft                                 |             |           |
| Best Silver Coin (Beste Silbermünze)                                             | 20 Euro, Silber        | Münze Österreich, Österreich                         | S.M.S. Sankt Georg                                       |             |           |
| Best Trade Coin (Beste Handelsmünze)                                             | 25 Cent, beschichtet   | US Mint, Vereinigte Staaten von Amerika              | Oregon, Crater Lake                                      |             |           |
| Most Artistic Coin (Beste künstlerische Münze)                                   | 20 Rubel, Silber       | Lettische Münzstätte, Weißrussland                   | Osterei                                                  |             |           |
| Most Historically Significant Coin (Historisch bedeutsamste Münze)               | 10 Euro, Silber        | Landesbetrieb Hamburgische Münze, Deutschland        | Albert Einstein, 100 Jahre Spezielle Relativitätstheorie |             |           |
| Most Innovative Coin (Innovativste Münze)                                        | 1 Dollar, Silber       | Royal Australian Mint, Australien                    | Ende des Zweiten Weltkriegs, „Dancing Man“               |             |           |
| Most Inspirational Coin (Inspirierendste Münze)                                  | 2 Neue Schekel, Silber | Israel Coins and Medals Corp.,Israel                 | Moses und die Zehn Gebote                                |             |           |
| Most Popular Coin (Beliebteste Münze)                                            | 5 Cent, Kupfer–Nickel  | US Mint, Vereinigte Staaten von Amerika              | Bison                                                    |             |           |
| Coin of the Year (Münze des Jahres)                                              | 1 Dollar, Silber       | US Mint, Vereinigte Staaten von Amerika              | US-Marine-Corps                                          |             |           |

### 2006 (Münzen aus dem Prägejahr 2004)
| Kategorie                                                                        | Nominal und Material  | Ausführendes Unternehmen, ausgebendes Land        | Thema                                             | Vorderseite | Rückseite |
| -------------------------------------------------------------------------------- | --------------------- | ------------------------------------------------- | ------------------------------------------------- | ----------- | --------- |
| Best Contemporary Event Coin (Beste Münze zu einem zeitgeschichtlichen Ereignis) | 50 Pfund, Silber      | Royal Mint, Alderney                              | 50. Jahrestag Invasion in der Normandie („D-Day“) |             |           |
| Best Crown Coin (Beste Crown-Münze)                                              | 1 Pfund Kupfer–Nickel | Zypern                                            | Triton bläst auf einer Muschel                    |             |           |
| Best Gold Coin (Beste Goldmünze)                                                 | 2.000 Yuan, Gold      | China                                             | Maijishan-Grotten                                 |             |           |
| Best Silver Coin (Beste Silbermünze)                                             | 1 Dollar, Silber      | Royal Australian Mint, Australien                 | Känguru                                           |             |           |
| Best Trade Coin (Beste Handelsmünze)                                             | 2 Euro, Bimetall      | Griechenland                                      | Olympischer Diskuswerfer                          |             |           |
| Most Artistic Coin (Beste künstlerische Münze)                                   | 5 Euro, Silber        | Istituto Poligrafico e Zecca dello Stato, Italien | Madama Butterfly                                  |             |           |
| Most Historically Significant Coin (Historisch bedeutsamste Münze)               | 1 Dollar, Silber      | US Mint, Vereinigte Staaten von Amerika           | 125. Jahrestag elektrisches Licht durch Edison    |             |           |
| Most Innovative Coin (Innovativste Münze)                                        | 10 Dollar, Silber     | Coin Invest Trust, Liberia                        | Fenster mit Tiffanyglaseinsatz                    |             |           |
| Most Inspirational Coin (Inspirierendste Münze)                                  | 20 Zloty, Silber      | Mennica Polska, Polen                             | Opfer des Ghettos Lodsch                          |             |           |
| Most Popular Coin (Beliebteste Münze)                                            | 1,5 Euro, Silber      | Monnaie de Paris, Frankreich                      | 100 Jahre FIFA                                    |             |           |
| Coin of the Year (Münze des Jahres)                                              | 5 Euro, Silber        | Istituto Poligrafico e Zecca dello Stato, Italien | Madama Butterfly                                  |             |           |